# Ginninderra Creek
Ginninderra Creek är ett vattendrag i Australien. Det ligger i delstaten New South Wales, i den sydöstra delen av landet, omkring 250 kilometer sydväst om delstatshuvudstaden Sydney.
Runt Ginninderra Creek är det i huvudsak tätbebyggt. Runt Ginninderra Creek är det tätbefolkat, med 530 invånare per kvadratkilometer. Genomsnittlig årsnederbörd är 990 millimeter. Den regnigaste månaden är februari, med i genomsnitt 169 mm nederbörd, och den torraste är maj, med 39 mm nederbörd.